# Кабанова Аліна Юріївна
Аліна Юріївна Каба́нова (нар. 9 березня 1982, Севастополь, УРСР, СРСР) — російська піаністка.

## Біографія
Аліна Кабанова народилася у 1982 році в Севастополі. Після навчання у музичній школі імені М. А. Римського-Корсакова у Севастополі переїхала до Москви у 1996 році, де продовжила навчання у Центральній музичній школі в класі професора В. В. Горностаєвої. Після закінчення ЦМШ у 1999 році навчалася у Вищій школі музики у Мюнстері. У 2004 році продовжила навчання у Вищій школі музики і театру в Гамбурзі у відомого піаніста Євгена Корольова.
З 1999 року проживає у Німеччині.

## Концертна діяльність
З початку концертної діяльності зіграла понад 1000 сольних концертів у Росії, країнах Європи, США, Австралії. Виступала з багатьма симфонічними оркестрами — Берлінським філармонічним оркестром, Симфонічним оркестром Кримської філармонії, Національним оркестром Ліона та ін. Співпрацює з відомими музикантами — Віктором Третьяковим, Наталією Ліхопою, Давидом Герінгасом, Леонідом Десятниковим, Петру Мунтяну, солістами Большого театру і Маріїнського театру.

## Нагороди і заслуги
Міжнародний конкурс піаністів у Лондоні (1998/ I)

## Дискографія
Фірмою Oehms Classics випущений сольний диск з творами Й. С. Баха, Л. Бетховена, Р. Шумана
Franz Wüllner: Kammermusik